# Блажнова, Ирина Сергеевна
Ирина Сергеевна Блажнова  (1925-2001) —  советская и российская актриса театра. Заслуженная артистка РСФСР (1963).

## Биография
Родилась в 1925 году. Участник Великой Отечественной войны, младший сержант Красной Армии.
Работала в театрах Севастополя, Шадринска, Кургана, Рязани, Грозного (1949-50). Свыше 50 лет служила актрисой Калужского театра драмы имени Луначарского.
23 ноября 1963 года Ирине Блажновой было присвоено почётное звание заслуженной артистки РСФСР.  

## Личная жизнь
Её мужем был Рувим Соломонович Пологонкин (1914-1993), актёр и режиссёр, позднее директор нескольких советских театров.

## Критика
Юрий Зубков:

Но кого бы ни играла Ирина Блажнова, она каждый раз убеждает зрителя достоверностью воплощаемых ею характеров. За каждой из героинь актрисы открываются человеческие биографии и судьбы, глубокие и широкие переживания...